# Krylovův prostor
Krylovův prostor, respektive Krylovův podprostor, je pojem z oboru lineární algebry. Pro čtvercovou matici {\displaystyle A} stupně {\displaystyle n} a vektor {\displaystyle b} dimenze {\displaystyle n} je Krylovův podprostor řádu {\displaystyle r} definován jako lineární obal násobků {\displaystyle b} prvními {\displaystyle r} mocninami {\displaystyle A} počínaje od nulté mocniny, tedy jednotkové matice ({\displaystyle A^{0}=I}). Tedy lineární obal vektorů {\displaystyle b,Ab,A^{2}b,\dots ,A^{r-1}b}.
Jméno pochází od ruského námořního inženýra a aplikovaného matematika Alexeje Nikolajeviče Krylova, který o nich napsal v roce 1931 práci.
Svou aplikaci našly Krylovovy podprostory například v moderních iteračních metodách pro hledání vlastních hodnot velkých řídkých matic nebo pro řešení velkých soustav lineárních rovnic, kde je z hlediska výpočetní složitosti jejich výhodou, že dochází k násobení velké matice vektorem a nikoliv k násobení přímo velkých matic mezi sebou. Výpočet členů posloupnosti vektorů {\displaystyle b,Ab,A^{2}b,A^{3}b,\dots } lze totiž spočítat násobením předchozího členu maticí {\displaystyle A}.